# ۱۲۴۳ (خورشیدی)
۱۲۴۳ هزار و دویست و چهل و سومین سال هجری خورشیدی، سالی کبیسه است.

## درگذشتگان
- ۲۸ اسفند -  میرزا آقاخان نوری، (زاده: ۱۱۸۶)، از سیاستمداران دوره قاجاریه و دومین صدراعظم ناصرالدین شاه قاجار.